# NGC 3640
NGC 3640 é uma galáxia elíptica (E3) localizada na direcção da constelação de Leo. Possui uma declinação de +03° 14' 05" e uma ascensão recta de 11 horas, 21 minutos e 06,7 segundos.
A galáxia NGC 3640 foi descoberta em 23 de Fevereiro de 1784 por William Herschel.